# Cheiracanthium unicum
Cheiracanthium unicum är en spindelart som beskrevs av Friedrich Wilhelm Bösenberg och Embrik Strand 1906. Cheiracanthium unicum ingår i släktet Cheiracanthium och familjen sporrspindlar. Inga underarter finns listade i Catalogue of Life.